# Grupo electrógeno

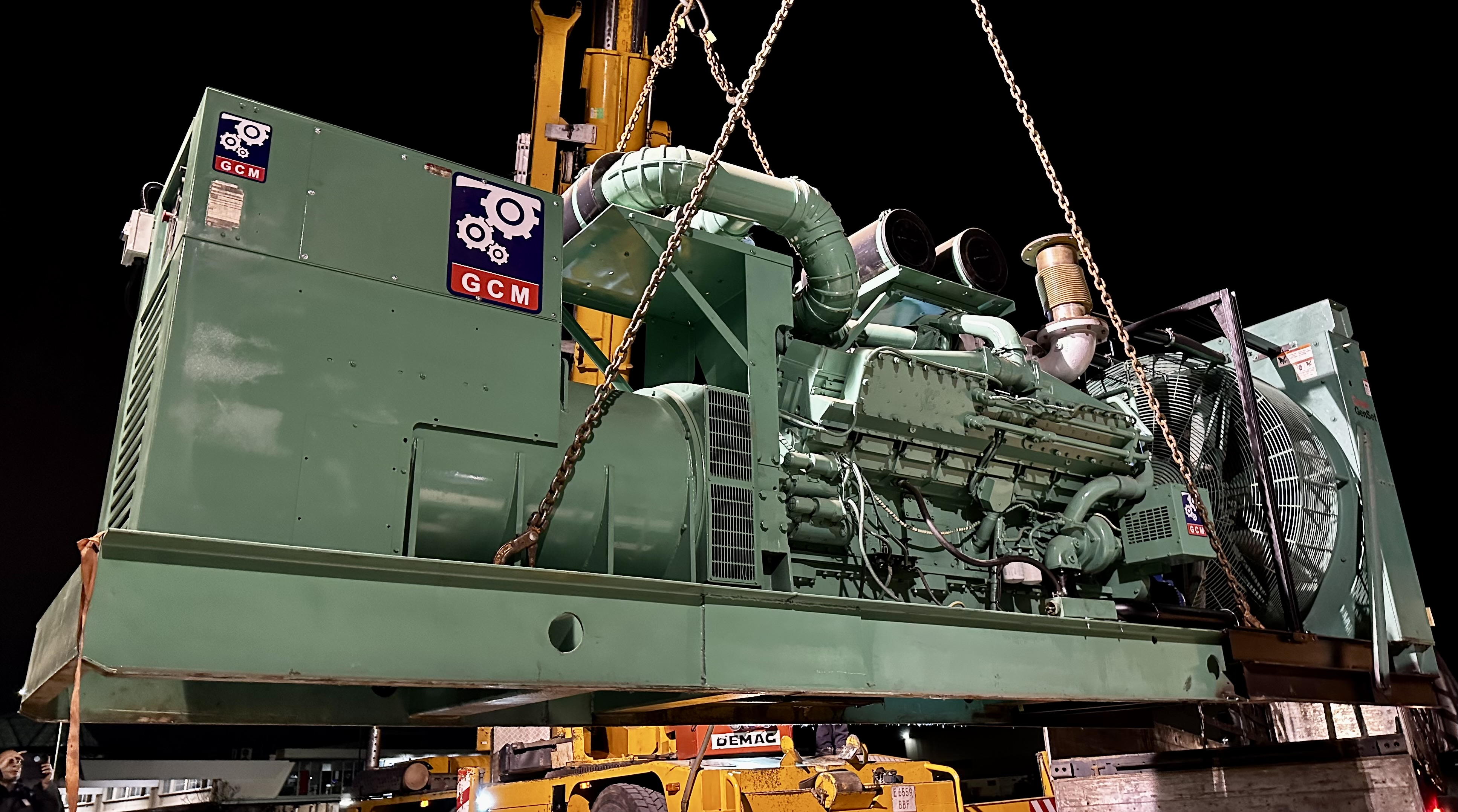
Grupo electrógeno estacionario de 1.200 kVA, propulsado por motor diésel

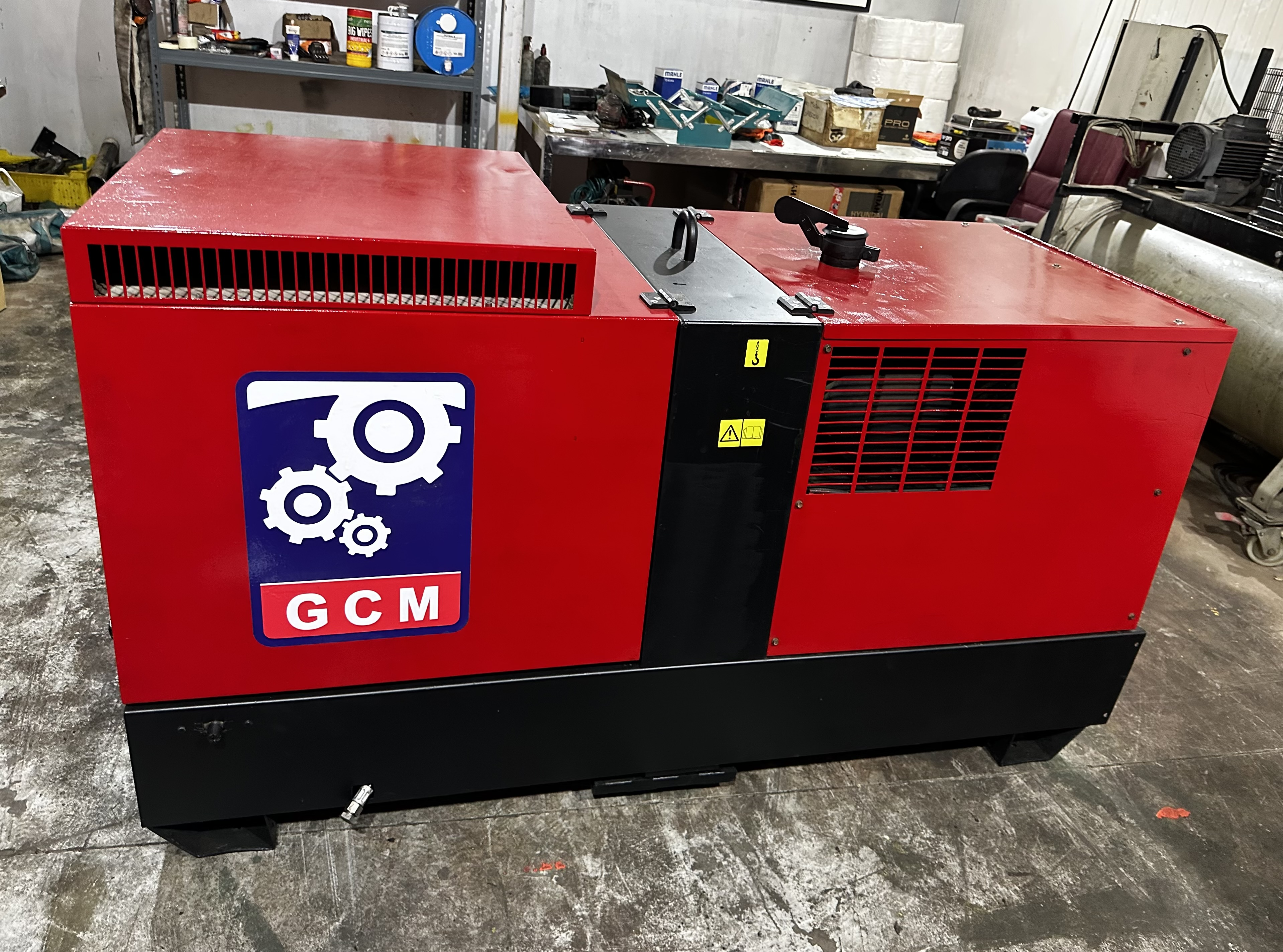
Grupo electrógeno estacionario, insonorizado

Un grupo electrógeno o, más específicamente, grupo motogenerador es una máquina que mueve un generador eléctrico a través de un motor de combustión interna. Se denomina grupo turbogenerador en caso de que el alternador esté conectado al eje de una turbina de vapor o turbina de gas, en lugar de al cigüeñal de un motor de combustión interna.
Los grupos electrógenos se utilizan habitualmente cuando la generación de energía eléctrica en algún lugar es insuficiente o cuando son frecuentes los cortes en el suministro eléctrico. Asimismo, la legislación de los diferentes países puede obligar a instalar un grupo electrógeno en lugares en los que haya grandes densidades de personas, como hospitales, centro de datos, centros comerciales, restaurantes, cárceles, edificios administrativos, etc.
Una de las utilidades más comunes es la de generar electricidad en aquellos lugares en los que no hay suministro eléctrico. Generalmente son zonas apartadas con pocas infraestructuras y muy poco habitadas. Otro caso sería en locales de pública concurrencia: hospitales, fábricas, etc., lugares en los que la energía eléctrica de red es insuficiente y es necesaria otra fuente de energía alterna para abastecerse.

## Descripción general
Un grupo electrógeno consta de las siguientes partes: 
- Motor. El motor representa la fuente de energía mecánica para que el alternador gire y genere electricidad. Existen dos tipos de motores: motores de gasolina y de gasoil (diésel). Generalmente los motores diésel son los más utilizados en los grupos electrógenos por sus prestaciones mecánicas, ecológicas y económicas.
- Regulación del motor. El regulador del motor es un dispositivo mecánico diseñado para mantener una velocidad constante del motor con relación a los requisitos de carga. La velocidad del motor está directamente relacionada con la frecuencia de salida del alternador, por lo que cualquier variación de la velocidad del motor afectará a la frecuencia de la potencia de salida.
- Sistema eléctrico del motor. El sistema eléctrico del motor es de 12 V o 24 V, negativo a masa. El sistema incluye un motor de arranque eléctrico, una/s batería/s, y los sensores y dispositivos de alarmas de los que disponga el motor. Normalmente, un motor dispone de un manocontacto de presión de aceite, un termocontacto de temperatura y un contacto en el alternador de carga del motor para detectar un fallo de carga en la batería.
- Sistema de refrigeración. El sistema de refrigeración del motor puede ser por medio de agua, aceite o aire. El sistema de refrigeración por aire consiste en un ventilador de gran capacidad que hace pasar aire frío a lo largo del motor para enfriarlo. El sistema de refrigeración por agua/aceite consta de un radiador, un ventilador interior para enfriar sus propios componentes.
- Alternador. La energía eléctrica de salida se produce por medio de un alternador apantallado, protegido contra salpicaduras, autoexcitado, autorregulado y sin escobillas acoplado con precisión al motor, aunque también se pueden acoplar alternadores con escobillas para aquellos grupos cuyo funcionamiento vaya a ser limitado y, en ninguna circunstancia, forzado a regímenes mayores.
- Depósito de combustible y bancada. El motor y el alternador están acoplados y montados sobre una bancada de acero de gran resistencia La bancada incluye un depósito de combustible con una capacidad mínima de 8 horas de funcionamiento a plena carga.
- Aislamiento de la vibración. El grupo electrógeno está dotado de tacos antivibrantes diseñados para reducir las vibraciones transmitidas por el grupo motor-alternador. Estos aisladores están colocados entre la base del motor, del alternador, del cuadro de mando y la bancada.
- Silenciador y sistema de escape. El silenciador va instalado al motor para reducir la emisión de ruido.
- Sistema de control. Se puede instalar uno de los diferentes tipos de paneles y sistemas de control para controlar el funcionamiento y salida del grupo y para protegerlo contra posibles fallos en el funcionamiento. El manual del sistema de control proporciona información detallada del sistema que está instalado en el grupo electrógeno.
- Interruptor automático de salida. Para proteger al alternador, se suministra un interruptor automático de salida adecuado para el modelo y régimen de salida del grupo electrógeno con control manual. Para grupos electrógenos con control automático se protege el alternador mediante contactores adecuados para el modelo adecuado y régimen de salida.
- Otros accesorios instalables en un grupo electrógeno. Además de lo mencionado anteriormente, existen otros dispositivos que nos ayudan a controlar y mantener, de forma automática, el correcto funcionamiento del mismo. Para la regulación automática de la velocidad del motor se emplean una tarjeta electrónica de control para la señal de entrada "pick-up" y salida del "actuador". El pick-up es un dispositivo magnético que se instala justo en el engranaje situado en el motor, y éste, a su vez, está acoplado al engranaje del motor de arranque. El pick-up detecta la velocidad del motor, produce una salida de voltaje debido al movimiento del engranaje que se mueve a través del campo magnético de la punta del pick-up, por lo tanto, debe haber una correcta distancia entre la punta del pick-up y el engranaje del motor. El actuador sirve para controlar la velocidad del motor en condiciones de carga. Cuando la carga es muy elevada la velocidad del motor aumenta para proporcionar la potencia requerida y, cuando la carga es baja, la velocidad disminuye, es decir, el fundamento del actuador es controlar de forma automática el régimen de velocidad del motor sin aceleraciones bruscas, generando la potencia del motor de forma continua. Normalmente el actuador se acopla al dispositivo de entrada del fuel-oil del motor.

Cuando el grupo se encuentra en un lugar muy apartado del operario y funciona las 24 horas del día es necesario instalar un mecanismo para restablecer el combustible gastado. Consta de los siguientes elementos: 
- Bomba de trasiego. Es un motor eléctrico de 220 VCA en el que va acoplado una bomba que es la encargada de suministrar el combustible al depósito. Una boya indicadora de nivel máximo y nivel mínimo detecta un nivel muy bajo de combustible en el depósito y activa la bomba de trasiego.

Cuando las condiciones de frío en el ambiente son intensas se dispone de un dispositivo calefactor denominado resistencia de precaldeo que ayuda al arranque del motor. Los grupos electrógenos refrigerados por aire suelen emplear un radiador eléctrico, el cual se pone debajo del motor, de tal manera que mantiene el aceite a una cierta temperatura. En los motores refrigerados por agua la resistencia de precaldeo va acoplada al circuito de refrigeración, esta resistencia se alimenta de 220 VCA y calienta el agua de refrigeración para calentar el motor. Esta resistencia dispone de un termostato ajustable; en él seleccionamos la temperatura adecuada para que el grupo arranque en breves segundos. 

### Alternador
Si se hace girar una espira, cuyos extremos estén unidos a dos anillos, bajo la acción de un campo magnético norte-sur, se genera una F.E.M. alterna; el valor de la frecuencia dependerá de la velocidad de giro para un número determinado de polos.

### Generadores controlados por transformador
El estator principal proporciona energía para excitar el campo de excitación por medio del transformador rectificador. El transformador combina elementos de tensión y corriente derivados de la salida del estator principal para formar la base de un sistema de control de circuito abierto, el cual es de naturaleza autorregulador. El propio sistema compensa las magnitudes de intensidad y factor de potencia, mantiene la corriente de cortocircuito y tiene adicionalmente buenas características de arranque de motores eléctricos. Los alternadores trifásicos suelen estar controlados por un transformador trifásico para mejorar el comportamiento con cargas desequilibradas. Opcionalmente se puede suministrar con un transformador monofásico para facilitar la reconexión a varias tensiones trifásicas y monofásicas.

### Arranque manual o automático
El arranque manual se produce a voluntad, esto quiere decir que cuando se necesita disponer de la electricidad generada por el grupo electrógeno se lo arranque de forma manual. Generalmente el accionamiento de arranque se suele realizar mediante una llave de contacto o pulsador de arranque de una centralita electrónica con todas las funciones de vigilancia. Cuando se produzca un calentamiento del motor, cuando falte combustible o cuando la presión de aceite del motor sea muy baja, la centralita lo detectará parando el motor automáticamente. 
Existen centrales automáticas que funcionan tanto en modo manual o automático; estas centralitas o cuadros electrónicos detectan un fallo en la red de suministro eléctrico, obligando el arranque inmediato del grupo electrógeno. Normalmente en los grupos automáticos se instalan cajas predispuestas que contienen básicamente un relé de paro y otro de arranque, además de tener instalados en el conector todos los sensores de alarma y reloj de los que disponga el grupo electrógeno. Instalado aparte un cuadro automático en el que van instalados los accionamientos de cambio de red al grupo electrógeno.